# نيكولا كلير
نيكولا كلير (بالفرنسية: Nicolas Claire) (10 يوليو 1987 في فرنسا - ) هو لاعب كرة يد فرنسا في مركز ظهير أوسط ‏. لعب مع نادي باريس سان جيرمان لكرة اليد.

## وصلات خارجية
- نيكولا كلير على موقع الاتحاد الأوروبي لكرة اليد (الإنجليزية)
- نيكولا كلير على موقع الاتحاد الفرنسي لكرة اليد (الفرنسية)